# 安東堯季
安東 堯季（あんどう たかすえ）は、戦国時代の武将。出羽国の戦国大名。湊安東氏7代・9代当主。安東愛季の外祖父。

## 略歴
安東氏の系譜には様々な異伝があり、一部には安東友季の子とする系図もあるが後述のとおり定季が養子の友季に一旦家督を譲り出家した後に友季の早世により還俗して堯季と名乗り再度当主に就いたとする伝承もあるため、系譜が混乱したものではないかとする見解がある。
定季は寺社を保護し、安東昭季以来不和であった宗家下国（檜山）安東氏と和議を結び、娘を安東舜季の正室とした。また、天文（1543年）、天文15年（1546年）には証如とも書状を交わすなど、中央の権門と交流を深め領国の安定を図ったと伝えられている。
男子に恵まれず、弟・友親の子と伝えられる友季を養子とするが早世、次いで舜季二男で外孫の春季を友季と改名させ養子に迎え8代当主とし、自らは出家し洪廓（洪郭）・鉄船庵（号）と名乗った。
しかし、夭折したため還俗し、堯季と改名したうえで9代当主となった。
天文20年（1551年）、死去。法名は大虚とも伝わる。堯季の没後、舜季三男で外孫の茂季が湊系安東氏10代当主となるが、天正7年（1579年）に没し、湊騒動の遠因となった。